# Marley & Ich
Marley & Ich ist die Verfilmung des Buches Mein Hund Marley und ich von John Grogan aus dem Jahr 2008. Regie führte David Frankel.

## Handlung
Das Journalisten-Ehepaar Jenny und John Grogan aus Michigan beschließt, die kalten Winter hinter sich zu lassen und in den Süden nach Palm Beach zu ziehen. Dort kaufen die beiden ein Haus und stehen bald vor der Frage, ob sie bereit sind, Kinder zu bekommen. Da insbesondere John sich nicht ganz sicher ist, beschließen sie, die Elternrolle und das Familienleben erst einmal mit einem Hund „auszuprobieren“. Dies führt zum Kauf eines Labrador-Retriever-Welpen, den John zu Ehren von Bob Marley Marley nennt. Dieser wird zum geliebten Familienmitglied, das großes Chaos veranstaltet. Auch die Tiertrainerin ist verzweifelt und wirft Marley aus dem Kurs.
Der Film begleitet die nächsten Jahre des Ehepaares: Ehestreitigkeiten werden überstanden, Kinder geboren und Marley begleitet die Familie als treuer Freund. John nimmt einen Job in der Nähe von Philadelphia an. Die fünfköpfige Familie muss aber allmählich einsehen, dass Marley alt und schwach geworden ist. Die Eltern bereiten die Kinder darauf vor, dass Marley nicht mehr lange leben wird.
In Philadelphia trifft John seinen ehemaligen Freund und Kollegen Sebastian wieder, der einen anderen Lebensweg eingeschlagen hat. Er machte als Journalist Karriere und führt ein unabhängiges und abwechslungsreiches Leben ohne feste Freundin mit ständig wechselnden Partnerinnen. Beide versichern sich ihres gegenseitigen Respekts und gehen dann getrennte Wege.
Marley hat wiederholt Magenprobleme und die Tierärztin rät John, ihn einschläfern zu lassen, was er auch tut. Marley wird im Garten beerdigt und John erinnert sich an die gemeinsamen Jahre und die bedingungslose Liebe des Tieres zu ihm.

## Hintergrund/Entstehung
Der Film basiert auf dem gleichnamigen Buch von John Grogan. In seinem autobiographischen Familien- und Hunderoman beschreibt er nicht nur die Streiche und Eigenheiten des Hundes, er schildert auch die emotionalen Bindungen zwischen Hund und Mensch.
Der Film wurde von Fox 2000 Pictures produziert und ist im Verleih der 20th Century Fox Film Corporation.
Neben Owen Wilson und Jennifer Aniston spielen Eric Dane und Alan Arkin (Little Miss Sunshine, Inspektor Clouseau). Einen kurzen Auftritt als Hundetrainerin hat Kathleen Turner (Der Rosenkrieg). In dieser Szene haben auch Buchautor Grogan und seine Frau einen kurzen Cameo-Auftritt. Marley altert im Verlauf des Films um 13 Jahre und wird daher von mehreren Hunden gespielt, insgesamt waren es 22. 11 der Hunde wurden zur Darstellung des Welpen benötigt, da die Filmszenen nicht in der später zu sehenden Abfolge gedreht wurden und die Welpen dementsprechend zu schnell wuchsen, um wenige Wochen später in einer Anschluss-Szene gezeigt werden zu können. Cheftiertrainer am Set war Mark Forbes.

## Kritiken
Die Reaktion der Kritik fiel unterschiedlich aus, auf Rotten Tomatoes erhielt der Film 62 % positive Kritiken. Christina Krisch schrieb am 5. März 2009 in der Kronen-Zeitung, dass wer seinen Hund als vollwertiges Familienmitglied sehe, sich vom Charme dieser turbulenten „Köter-Komödie“ und seinem extrem drollig-ungestümen Wauwau, der ein etwas farbloses Starduo gehörig auf Trab halte, zweifelsohne ködern lassen werde. Sascha Keilholz verriss den Film und sprach neben einfallsloser Inszenierung von als Tierfreundlichkeit getarnter Menschenverachtung. Das Lexikon des internationalen Films schrieb: „Der gut gemeinte Werbefilm für das US-amerikanische Familienleben gibt seinen Figuren kaum Raum zur Entfaltung und bleibt zu sehr an der Oberfläche, um berühren zu können.“
Die Filmbewertungsstelle Wiesbaden gab dem Film das Prädikat „wertvoll“. Der Film sei „eine schöne und stimmungsvolle Komödie, wie ein Blick ins Familienalbum: mit viel Detailliebe erzählt, getragen von sympathischen Darstellern und bewegenden Momenten.“

## Prequel
2011 wurde das Prequel Marley & Ich 2 – Der frechste Welpe der Welt veröffentlicht. Regie führte Michael Damian.